# Max Spießbach
Max Spießbach (* 17. Dezember 1892 in Halle (Saale); † 22. Februar 1955 in Hannover) war ein deutscher Verwaltungsjurist und von 1934/35 bis 1940 Landrat des Landkreises Grafschaft Diepholz.

## Leben
Spießbach studierte ab 1911 Rechtswissenschaften an der Albert-Ludwigs-Universität Freiburg und wurde dort Mitglied des Corps Suevia. 1914 legte er das Referendarexamen ab. Anschließend nahm er am Ersten Weltkrieg teil. 1920 wurde er zum Dr. jur. promoviert und nach bestandenem zweiten juristischen Staatsexamen 1921 zum Regierungsassessor ernannt. Er wurde 1926 Regierungsrat im preußischen Finanzministerium, 1930 im Reichssparkommissariat. 1931 wurde er zum Oberpräsidium in Hannover versetzt und im Mai 1934 zunächst vertretungsweise, im Juni 1935 endgültig zum Landrat des Landkreises Grafschaft Diepholz ernannt. 1940 wurde er Oberregierungsrat in Hannover. 1943 erfolgte die Ernennung zum Regierungsdirektor.

## Familie
Spießbach war seit 1944 mit Adelheid Stute aus Hengemühle verheiratet.